# FAD (アサルトライフル)
FAD（西：Fusil Automático Doble/英：Dual Automatic Rifle）は、ペルーが開発したブルパップ方式のアサルトライフルである。現在、採用前の段階にある。使用弾薬は5.56x45mm NATO弾。なお、配備中であるFN FALやH&K G3は7.62x51mm NATO弾を、IMI ガリルは5.56x45mm NATO弾を使用する。
変わった形状が多いブルパップ式アサルトライフルの中でも群を抜いており、円形トリガーガードや湾曲したハンドガードなど独特な形状を採用している。また、銃本体にポンプアクション方式の40mm グレネードランチャーが装着できる。
そのほか、カービン型・狙撃銃型・軽機関銃型などの派生型も存在する。

## ゲーム
『BulletForce』
FADという名称で登場する。